# Heart Attack
Heart Attack – piosenka amerykańskiej wokalistki Demi Lovato, wybrana na pierwszy singiel z jej czwartego, studyjnego albumu zatytułowanego Demi (2013). Premiera singla w Stanach Zjednoczonych odbyła się 24 lutego 2013 roku. Początkowo utwór miał zostać wydany 4 marca, jednak podjęto decyzję o przyśpieszeniu premiery. Po swojej premierze, singiel uzyskał bardzo pozytywne recenzje od krytyków muzycznych.

## Kompozycja
Autorami tekstu piosenki są Lovato, Mitch Allan, Jason Evigan, Sean Douglas and Nikki Williams, natomiast producentem Suspex. W wywiadzie dla MTV, Demi powiedziała, że tekst utworu mówi o „zakochaniu się i podejmowaniu ryzyka”. Serwis PopCrush stwierdził, że styl utworu nawiązuje do brzmienia Kelly Clarkson. Billboard napisał, że „Heart Attack” to elektro-popowa piosenka.

## Utwór w rankingach
Po swojej premierze, „Heart Attack” dotarł na 1. miejsce na liście iTunes Top Songs w Stanach Zjednoczonych dwudziestu pięciu innych krajach: Argentynie, Brazylii, Chile, Dominikanie, Peru, Kostaryce, Paragwaju, Wenezueli, Ekwadorze, Singapurze, Malezji, Indonezji, Nikaragui, Panamie, Kambodży, Wietnamie, Finlandii, Norwegii, Izraelu, Katarze, Arabii Saudyjskiej, Jordanii, Libanie i na Litwie. Na polskim iTunes dotarł do miejsca czwartego. W pierwszym tygodniu po premierze w Stanach Zjednoczonych singiel sprzedał się w nakładzie 215 tys. kopii, dzięki czemu zadebiutował na 4. miejscu listy Biilboard Digital Songs.

## Teledysk
Teledysk swoją premierę miał 9 kwietnia 2013 r. na oficjalnym kanale VEVO Lovato. Klip został wyreżyserowany przez Chrisa Applebauma. Wideo nagrano 13 marca 2013 r. 3 sierpnia 2013 r. teledysk osiągnął 100 000 000 wyświetleń dzięki czemu otrzymał pierwszy certyfikat Vevo Lovato. Do tej pory klip obejrzano już 400 000 000 razy.

## Lista utworów
- Digital download

| Numer | Tytuł          | Czas |
| ----- | -------------- | ---- |
| 1.    | "Heart Attack" | 3:31 |

- Remixes EP

| Numer | Tytuł                                     | Czas |
| ----- | ----------------------------------------- | ---- |
| 1.    | "Heart Attack (The Alias Club Remix)"     | 5:16 |
| 2.    | "Heart Attack (Manhattan Clique Remix)"   | 5:10 |
| 3.    | "Heart Attack (Belanger Remix)"           | 4:06 |
| 4.    | "Heart Attack (Deejay Theory Remix)"      | 4:39 |
| 5.    | "Heart Attack (White Sea Remix)"          | 3:41 |
| 6.    | "Heart Attack (White Sea Acapella Remix)" | 3:40 |

- Remixes 2.0 EP

| Numer | Tytuł                                        | Czas |
| ----- | -------------------------------------------- | ---- |
| 1.    | "Heart Attack (The Alias Radio Remix)"       | 3:08 |
| 2.    | "Heart Attack (Manhattan Clique Edit Remix)" | 3:23 |
| 3.    | "Heart Attack (DJ Laszlo Remix)"             | 6:01 |
| 4.    | "Heart Attack (Mike D Mixshow Remix)"        | 3:38 |

## Listy przebojów
| Lista (2013)                         | Najwyższa pozycja |
| ------------------------------------ | ----------------- |
| Australia (ARIA)                     | 43                |
| Chile (Chile Top 20)                 | 20                |
| Hiszpania (PROMUSICAE)               | 34                |
| Holandia (Mega Single Top 100)       | 36                |
| Kanada (Digital Songs)               | 3                 |
| Kanada (Canadian Hot 100)            | 11                |
| Nowa Zelandia (RIANZ)                | 13                |
| Słowacja (IFPI)                      | 35                |
| US Billboard Hot 100                 | 10                |
| US Pop Songs (Billboard)             | 4                 |
| US Digital Songs (Billboard)         | 4                 |
| Włochy (FIMI)                        | 24                |
| World Singles Top 40 (Media Traffic) | 12                |